# Cyanobasidium microverrucisporum
Cyanobasidium microverrucisporum är en svampart som först beskrevs av N. Maek., och fick sitt nu gällande namn av Hjortstam & Ryvarden 2005. Cyanobasidium microverrucisporum ingår i släktet Cyanobasidium och familjen Stephanosporaceae.   Inga underarter finns listade i Catalogue of Life.